# 何朝宗 (萬曆進士)
何朝宗（1583年—1632年），字學寔，號在吾，湖廣永州府道州人，民籍，明朝政治人物。

## 生平
丙午湖廣鄉試第二十三名舉人，萬曆三十八年（1610年）庚戌科會試一百五十五名，第三甲第五十六名進士。吏部觀政，授陝西西安府三原縣知縣，四十年被論，降陝西布政司照磨，四十六年陞廣東海豐縣知縣，本年同考。升为福建延平府同知，又因前任贪污株连，贬河南，遂回乡。
天启年间，复职，官池州府同知。招降農民軍有功，升都察院经历。调户部員外郎。崇祯五年（1632年）卒于京。

## 家族
曾祖何伯銘；祖何珂；父何元通；母虞氏。慈侍下。兄斗北；斗啟；學禮（典史）；斗魁（庠生）；斗牛（廩生）；學詩（廩生），弟斗朗（庠生）；斗明（庠生）；斗極（庠生）；斗翼；斗樞；朝宰；朝宦。子大壯；大有；大晉；大升。